# Campionato del mondo di calcio da tavolo 2004 - Categoria individuale femminile
Il Campionato del Mondo di Calcio da tavolo di Bologna in Italia.
Fasi di qualificazione ed eliminazione diretta della Categoria Femminile (18 settembre).
Per la classifica finale vedi Classifica.
Per le qualificazioni delle altre categorie:
- individuale Open
- squadre Open
- individuale Under19
- squadre Under19
- individuale Under15
- squadre Under15
- individuale Veterans
- squadre Veterans
- individuale Femminile

## Primo Turno

### Girone 1
- Kamilla Kristensen  -  Laura Panza 6-1
- Cynthia Bouchez  -  Victoria Büsing 3-0
- Kamilla Kristensen  -  Cynthia Bouchez 3-1
- Laura Panza  -  Victoria Büsing 2-0
- Cynthia Bouchez  -  Laura Panza 4-1
- Kamilla Kristensen  -  Victoria Büsing 7-1

### Girone 2
- Delphine Dieudonné  -  Michaela Scherbaum 4-0
- Loredana Ferri  -  Laetitia Pruvost 5-0
- Michaela Scherbaum  -  Laetitia Pruvost 4-0
- Delphine Dieudonné  -  Loredana Ferri 4-1
- Loredana Ferri  -  Michaela Scherbaum 1-1
- Delphine Dieudonné  -  Laetitia Pruvost 7-0

### Girone 3
- Stéphanie Garnier  -  Aurélie Lucq 2-2
- Dania Schiller  -  Jelena Radic 1-0
- Dania Schiller  -  Aurélie Lucq 0-7
- Stéphanie Garnier  -  Jelena Radic 5-0
- Jelena Radic  -  Aurélie Lucq 0-3
- Stéphanie Garnier  -  Dania Schiller 6-0

### Girone 4
- Elodie Bertholet  -  Anna-Lisa Mensel 1-0
- Laura Petti  -  Jennifer Kastner 1-1
- Elodie Bertholet  -  Jennifer Kastner 1-0
- Laura Petti  -  Anna-Lisa Mensel 0-0
- Elodie Bertholet  -  Laura Petti 2-2
- Anna-Lisa Mensel  -  Jennifer Kastner 0-0

## Quarti di Finale
- Kamilla Kristensen  -  Aurélie Lucq 1-0
- Loredana Ferri  -  Elodie Bertholet 1-0
- Stéphanie Garnier  -  Cynthia Bouchez 0*-0 d.c.p.
- Laura Petti  -  Delphine Dieudonné 0-8

## Semifinali
- Kamilla Kristensen  -  Loredana Ferri 1-0
- Stéphanie Garnier  -  Delphine Dieudonné 0-9

## Finale
- Kamilla Kristensen  -  Delphine Dieudonné 1-4